# OME
OME is een historisch merk van motorfietsen.
OME stond voor: Officina Meccaniche Elettrica.
Dit was een Italiaans merk dat al in 1920 tijdens de salon van Milaan een elektrische motorfiets voorstelde. Dat dit een succes werd in niet waarschijnlijk.